# Otumba incompta
Otumba incompta är en insektsart som beskrevs av Morgan Hebard 1924. Otumba incompta ingår i släktet Otumba och familjen torngräshoppor. Inga underarter finns listade i Catalogue of Life.